# Anovia virginalis
Anovia virginalis är en skalbaggsart som först beskrevs av Henry Frederick Wickham 1905.  Anovia virginalis ingår i släktet Anovia och familjen nyckelpigor. Inga underarter finns listade i Catalogue of Life.